# Pairie d'Écosse
La pairie d'Écosse (Peerage of Scotland) rassemble tous les titres de pairies (peerage titles) créés dans le Royaume d'Écosse avant 1707. Les pairs siégeaient à la Chambre des lords, dans le parlement écossais. En 1707, les royaumes d'Angleterre et d'Écosse furent unis. On ne créa alors plus de nouveaux pairs d'Écosse et à ceux-ci fut dénié le droit de siéger à la nouvelle Chambre des lords. Ils purent toutefois élire seize « pairs représentants » (representative peers) qui siégèrent à la Chambre des lords du Parlement de Grande-Bretagne. En 1963, une « loi sur la pairie » (peerage act) accorda à nouveau aux pairs d'Écosse le droit de siéger à la Chambre des lords, droit qui fut perdu avec la « loi sur la Chambre des lords » (House of Lords Act 1999), qui supprima quasi tous les sièges héréditaires.
Les différents titres de la pairie d'Écosse sont duc ou duchesse (duke et duchess), marquis ou marquise (marquess et marchioness), comte ou comtesse (earl et countess), vicomte ou vicomtesse (viscount et viscountess) et lord of parliament abrégé en lord. Il n'y a pas de titre correspondant à lord of parliament pour une femme, on parle de femmes tenant un titre de lord of Parliament (holder of a lordship of Parliament). À la différence des autres titres de pairies britanniques, beaucoup des titres écossais peuvent passer à des femmes. Autre particularité écossaise, les vicomtes ont droit à la particule « de » devant leur titre, quoique seuls les vicomtes d'Arbuthnott et d'Oxfuird l'utilisent. Les héritiers apparents d'un titre de vicomte ou de lord of parliament prennent le titre de « maître de (+nom du titre) » (master of) ou de « maîtresse » (mistress).

## Histoire

### Duc -(Duke)
| Titres             | Création         | Titulaire (« Sa Grâce »)                                                | Devise                                     | Monarque    | Blason |
| ------------------ | ---------------- | ----------------------------------------------------------------------- | ------------------------------------------ | ----------- | ------ |
| Duc d'Argyll       | 21 juin 1701     | Lord Torquhil Campbell, 13e Duc d'Argyll né le 29 mai 1968              | « NE OBLIVISCARIS »                        | Anne        |        |
| Duc d'Atholl       | 30 juin 1703     | Lord Bruce Murray, 12e Duc d'Atholl né le 6 avril 1960                  | « TOUT PREST »                             | Anne        |        |
| Duc de Buccleuch   | 20 avril 1663    | Lord Richard Scott, 10e Duc de Buccleuch né le 14 février 1954          | « AMO »                                    | Charles II  |        |
| Duc de Hamilton    | 12 avril 1643    | Lord Alexander Douglas-Hamilton, 16e Duc de Hamilton né le 31 mars 1978 | « THROUGH »                                | Charles Ier |        |
| Duc de Lennox      | 9 septembre 1675 | Lord Charles Gordon-Lennox, 11e Duc de Lennox né le 8 janvier 1955      | « AVANT DARNLIE »                          | Charles II  |        |
| Duc de Montrose    | 24 avril 1707    | Lord James Graham, 8e Duc de Montrose né le 6 avril 1935                | « N'OUBLIEZ »                              | Anne        |        |
| Duc de Queensberry | 3 février 1683   | Lord Richard Scott, 12e Duc de Queensberry né le 14 février 1954        | « AMO »                                    | Charles II  |        |
| Duc de Roxburgh    | 25 avril 1707    | Lord Charles Innes-Ker, 11e Duc de Roxburghe né le 18 février 1981      | « PRO CHRISTOS ET PATRIA DULCE PERICULUM » | Anne        |        |

### Marquis -(Marquess)
| Titres                         | Création         | Titulaire (« Le Plus Honorable »)                                                | Devise                                     | Monarque    | Blason |
| ------------------------------ | ---------------- | -------------------------------------------------------------------------------- | ------------------------------------------ | ----------- | ------ |
| Marquis d'Atholl               | 17 février 1676  | Lord Bruce Murray, 13e Marquis d'Atholl né le 29 mai 1968                        | « NE OBLIVISCARIS »                        | Charles II  |        |
| Marquis de Bowmont et Cessford | 25 avril 1707    | Lord Charles Innes-Ker, 11e Marquis de Bowmont et Cessford né le 18 février 1981 | « PRO CHRISTOS ET PATRIA DULCE PERICULUM » | Anne        |        |
| Marquis de Clydesdale          | 12 avril 1643    | Lord Charles Douglas, 17e Marquis de Clydesdale né le 31 mars 1978               | « THROUGH »                                | Charles Ier |        |
| Marquis de Douglas             | 14 juin 1633     | Lord Charles Douglas, 14e Marquis de Douglas né le 31 mars 1978                  | « THROUGH »                                | Charles Ier |        |
| Marquis de Dumfriesshire       | 3 novembre 1684  | Lord Richard Scott, 10e Marquis de Dumfriesshire né le 14 février 1954           | « AMO »                                    | Charles II  |        |
| Marquis de Graham et Buchanan  | 24 avril 1707    | Lord James Graham, 9e Marquis de Graham et Buchanan né le 16 août 1973           | « N'OUBLIEZ »                              | Anne        |        |
| Marquis de Huntly              | 17 avril 1599    | Lord Granville Gordon, 13e Marquis de Huntly né le 4 février 1944                | « ANIMO NON ASTUTIA »                      | Jacques VI  |        |
| Marquis de Kintyre et Lorne    | 23 juin 1701     | Lord Archie Campbell, 14e Marquis de Kintyre et Lorne né le 9 mars 2004          | « NE OBLIVISCARIS »                        | Anne        |        |
| Marquis de Lothian             | 23 juin 1701     | Lord Michael Ancram, 13e Marquis de Lothian né le 7 juillet 1945                 | « SERO SED SERIO »                         | Anne        |        |
| Marquis de Montrose            | 6 mai 1644       | Lord James Graham, 9e Marquis de Montrose né le 6 avril 1935                     | « N'OUBLIEZ »                              | Charles Ier |        |
| Marquis de Queensberry         | 11 février 1682  | Lord David Douglas, 12e Marquis de Queensberry né le 14 février 1954             | « AMO »                                    | Charles II  |        |
| Marquis de Tullibardine        | 30 juin 1703     | Lord Michael Murray, 18e Marquis de Tullibardine né le 5 mars 1985               | « NE OBLIVISCARIS »                        | Anne        |        |
| Marquis de Tweeddale           | 17 décembre 1694 | Lord David Hay, 14e Marquis de Tweeddale né le 6 août 1947                       | « SPAIR NOUGHT »                           | Marie II    |        |

### Comte -(Earl)
| Titres                           | Création          | Titulaire (« Le Très Honorable »)                                                     | Devise                             | Monarque      | Blason |
| -------------------------------- | ----------------- | ------------------------------------------------------------------------------------- | ---------------------------------- | ------------- | ------ |
| Comte d'Abercorn                 | 10 juillet 1606   | Lord James Hamilton, 16e Comte d'Abercorn né le 4 juillet 1934                        | « SOLA NOBILITAS VIRTUS »          | Jacques VI    |        |
| Comte d'Aberdeen                 | 30 novembre 1682  | Lord George Gordon, 14e Comte d'Aberdeen né le 4 mai 1983                             | « FORTUNA SEQUATUR »               | Charles II    |        |
| Comte d'Airlie                   | 2 avril 1639      | Lord David Ogilvy, 14e Comte d'Airlie né en 9 mars 1958                               | « A FIN »                          | Charles Ier   |        |
| Comte d'Angus                    | 24 octobre 1328   | Lord Alexander Douglas-Hamilton, 23e Comte d'Angus né le 31 mars 1978                 | « THROUGH »                        | Robert Ier    |        |
| Comte d'Annandale et Hartfell    | 13 février 1661   | Lord Patrick Hope-Johnstone, 11e Comte d'Annandale et Hartfell né le 19 avril 1941    | « NUNQUAM NON PARATUS »            | Charles II    |        |
| Comte de Buchan                  | 20 mars 1465      | Lord Henry Erskine, 18e Comte de Buchan né en 31 mai 1960                             | « JUDGE NOCHT »                    | Jacques III   |        |
| Comte de Caithness               | 28 août 1455      | Lord Malcolm Sinclair, 20e Comte de Caithness né le 3 novembre 1948                   | « COMMIT THY WORK TO GOD »         | Jacques II    |        |
| Comte de Cassilis                | 24 octobre 1509   | Lord David Kennedy, 20e Comte de Cassilis né le 3 juillet 1958                        | « AVISE LA FIN »                   | Jacques IV    |        |
| Comte de Crawford                | 21 avril 1398     | Lord Anthony Lindsay, 30e Comte de Crawford né le 24 novembre 1958                    | « ENDURE FORT »                    | Robert III    |        |
| Comte de Dalhousie               | 29 juin 1633      | Lord James Ramsay, 17e Comte de Dalhousie né le 17 janvier 1948                       | « ORA ET LABORA »                  | Charles Ier   |        |
| Comte de Dumfries                | 12 juin 1633      | Lord John Crichton-Stuart, 12e Comte de Dumfries né le 26 avril 1958[réf. nécessaire] | « AVIO VIRET HONORE »              | Charles Ier   |        |
| Comte de Dundee                  | 20 septembre 1660 | Lord Alexander Scrymgeour, 12e Comte de Dundee né le 5 juin 1949                      | « DISSIPATE »                      | Charles II    |        |
| Comte de Dundonald               | 12 mai 1669       | Lord Iain Cochrane, 15e Comte de Dundonald né le 17 février 1961                      | « VIRTUTE ET LABORE »              | Charles II    |        |
| Comte de Dunmore                 | 16 août 1686      | Lord Malcolm Murray, 12e Comte de Dunmore né le 17 septembre 1946                     | « FURTHWARD FORTUNE »              | Jacques II    |        |
| Comte de Dysart                  | 3 août 1643       | Lord John Grant, 13e Comte de Dysart né le 22 octobre 1946                            | « TOUT PREST »                     | Charles Ier   |        |
| Comte d'Eglinton                 | 20 janvier 1507   | Lord Hugh Montgomerie, 19e Comte d'Eglinton né le 24 juillet 1966                     | « GARDE BIEN »                     | Jacques IV    |        |
| Comte d'Elgin                    | 21 juin 1633      | Lord Andrew Bruce, 11e Comte d'Elgin né le 17 février 1924                            | « FUIMUS »                         | Charles Ier   |        |
| Comte d'Erroll                   | 12 juin 1452      | Lord Merlin Hay, 24e Comte d'Erroll né le 20 avril 1948                               | « SERVA JUGUM »                    | Jacques II    |        |
| Comte de Galloway                | 19 septembre 1623 | Lord Andrew Stewart, 14e Comte de Galloway né le 18 juin 1986                         | « VIRESCIT VULNERE VIRTUS »        | Jacques VI    |        |
| Comte de Glasgow                 | 12 avril 1703     | Lord Patrick Boyle, 10e Comte de Glasgow né le 30 juillet 1939                        | « DOMINUS PROVIDEBIT »             | Anne          |        |
| Comte de Haddington              | 17 août 1627      | Lord George Baillie-Hamilton, 14e Comte de Haddington né le 27 septembre 1985         | « MAJOR VIRTUS QUAM SPLENDOR »     | Charles Ier   |        |
| Comte de Home                    | 4 mars 1605       | Lord Michael Douglas-Home, 16e Comte de Home né en 30 novembre 1987                   | « TRUE TO THE END »                | Jacques VI    |        |
| Comte de Hopetoun                | 15 avril 1703     | Lord Adrian Hope, 10e Comte de Hopetoun né le 1er juillet 1946                        | « AT SPES NON FRACTA »             | Anne          |        |
| Comte de Kinnoull                | 25 mai 1633       | Lord Charles Hay, 16e Comte de Kinnoull né le 20 décembre 1962                        | « RENOVATE ANIMOS »                | Charles Ier   |        |
| Comte de Kintore                 | 20 juin 1677      | Lord James Keith, 14e Comte de Kintore né le 15 avril 1976                            | « VERITAS VINCIT »                 | Charles II    |        |
| Comte de Leven                   | 11 octobre 1641   | Lord Alexander Leslie-Melville, 17e Comte de Leven né le 22 octobre 1946              | « PRO REGE ET PATRIA »             | Charles Ier   |        |
| Comte de Lindsay                 | 8 mai 1633        | Lord James Lindesay-Bethune, 16e Comte de Lindsay né le 19 novembre 1955              | « JE AYME »                        | Charles Ier   |        |
| Comte de Loudoun                 | 12 mai 1633       | Lord Simon Abney-Hastings, 15e Comte de Loudoun né le 29 octobre 1974                 | « IN VERISTATE VICTORIA »          | Charles Ier   |        |
| Comte de Mar                     | 3 novembre 1404   | Lord James Erskine, 14e Comte de Mar né le 10 mars 1949                               | « UNIONE FORTIOR »                 | Robert III    |        |
| Comte de Morton                  | 14 mars 1458      | Lord Stewart Douglas, 22e Comte de Morton né le 17 janvier 1952                       | « LOCK SICKER »                    | Jacques II    |        |
| Comte de Moray                   | 30 janvier 1562   | Lord John Stuart, 21e Comte de Moray né le 29 août 1966                               | « SALUS PER CHRISTUM REDEMPTOREM » | Marie Ier     |        |
| Comte de Newburgh                | 31 décembre 1660  | Lord Filippo Rospigliosi, 12e Comte de Newburgh né le 4 juillet 1942                  | « SI JE PUIS »                     | Charles II    |        |
| Comte de Northesk                | 1er novembre 1647 | Lord Patrick Carnegie, 15e Comte de Northesk né le 23 septembre 1940                  | « TACHÉ SANS TACHÉ »               | Charles Ier   |        |
| Comte des Orcades                | 3 janvier 1696    | Lord Peter St John, 9e Comte des Orcades né le 27 février 1938                        | « THROUGH COURAGE »                | Guillaume III |        |
| Comte de Perth                   | 4 mars 1605       | Lord James Drummond, 10e Comte de Perth né en 1965                                    | « VIRTUTEM CORONAT HONOS »         | Jacques VI    |        |
| Comte de Rosebery                | 10 avril 1703     | Lord Harry Primrose, 8e Comte de Rosebery né en 1967                                  | « FIDE ET FIDUCIA »                | Anne          |        |
| Comte de Rothes                  | 20 mars 1458      | Lord James Leslie, 22e Comte de Rothes né le 4 juin 1958                              | « GRIP FAST »                      | Jacques II    |        |
| Comte de Seafield                | 24 juin 1701      | Lord Ian Ogilvie-Grant, 13e Comte de Seafield né le 20 mars 1939                      | « STAND FAST »                     | Guillaume III |        |
| Comte de Selkirk                 | 14 août 1646      | Lord James Douglas-Hamilton, 12e Comte de Selkirk né en 1978                          | « FIRMIOR QUO PARATIOR »           | Charles Ier   |        |
| Comte de Southesk                | 22 juin 1633      | Lord Charles Carnegie, 9e Comte de Southesk né le 1er juillet 1989                    | « VIRTUTE ET OPERA »               | Charles Ier   |        |
| Comte de Stair                   | 8 avril 1703      | Lord John Dalrymple, 14e Comte de Stair né le 4 septembre 1961                        | « FIRM »                           | Anne          |        |
| Comte de Strathmore et Kinghorne | 10 juillet 1606   | Lord Simon Bowes-Lyon, 19e Comte de Strathmore et Kinghorne né le 18 juin 1986        | « IN TE DOMINE SPERAVI »           | Jacques VI    |        |
| Comte de Sutherland              | 17 février 1230   | Lord Alistair Sutherland, 25e Comte de Sutherland né le 7 janvier 1947                | « SANS PEUR »                      | Alexandre II  |        |
| Comte de Wemyss                  | 25 juin 1633      | Lord James Charteris, 11e Comte de Wemyss né le 22 juin 1948                          | « THIS IS OUR CHARTER »            | Charles Ier   |        |

### Vicomtes
| Titres             | Création         | Titulaire (« Le Très Honorable »)                                   | Devise                 | Blason |
| ------------------ | ---------------- | ------------------------------------------------------------------- | ---------------------- | ------ |
| Vicomte Arbuthnott | 16 novembre 1641 | Lord John Arbuthnott, 17e Vicomte Arbuthnott né le 18 juillet 1950  | « LAUS DEO »           |        |
| Vicomte Falkland   | 10 novembre 1620 | Lord Lucius Plantagenet Cary, 15e Vicomte Falkland né le 8 mai 1935 | « IN UTROQUE FIDELIS » |        |
| Vicomte de Fentoun | 12 mars 1619     | Lord James Erskine, 14e Vicomte de Fentoun né le 10 mars 1949       | « JE PENSE PLUS »      |        |
| Vicomte d'Oxfuird  | 19 avril 1651    | Lord Ian Makgill, 14e Vicomte d'Oxfuird né le 14 octobre 1969       | « SINE FINE »          |        |
| Vicomte Stormont   | 16 août 1621     | Lord Alexander Murray, 15e Vicomte Stormont né le 17 octobre 1956   | « UNI AEQUUS VIRTUTI » |        |

### Lords of Parliament
| Titres                   | Création         | Titulaire (« Le Très Honorable »)                                          | Devise                       | Blason |
| ------------------------ | ---------------- | -------------------------------------------------------------------------- | ---------------------------- | ------ |
| Lord Strathnaver         | 1235             | Lord Alastair Sutherland, 25e Lord Strathnaver né le 7 janvier 1947        | « SANS PEUR »                |        |
| Lord Forbes              | 12 juillet 1442  | Lord Malcolm Forbes, 24e Lord Forbes né le 6 mai 1946                      | « GRACE ME GUIDE »           |        |
| Lord Gray                | 5 juillet 1445   | Lord Andrew Campbell-Gray, 23e Lord Gray né le 3 septembre 1964            | « ANCHOR FAST ANCHOR »       |        |
| Lord Saltoun             | 28 juin 1445     | Lady Katharine Fraser, 22e Lady Saltoun né le 11 octobre 1957              | « IN GOD IS ALL »            |        |
| Lord Borthwick           | 12 juin 1452     | Lord James Borthwick, 25e Lord Borthwick né en 1940                        | « QUI CONDUCIT »             |        |
| Lord Cathcart            | 1452             | Lord Charles Cathcart, 16e Lord Cathcart né le 30 novembre 1952            | « I HOPE TO SPEED »          |        |
| Lord Lovat               | 1458             | Lord Simon Fraser, 16e Lord Lovat né le 13 février 1977                    | « JE SUIS PREST »            |        |
| Lord Sempill             | 1489             | Lord James Sempill, 21e Lord Sempill né le 25 février 1949                 | « KEEP TRYST »               |        |
| Lord Herries             | 3 février 1490   | Lady Jane Kerr, 16e Lady Herries né le 24 janvier 1945                     | « SOLA VIRTUS INVICTA »      |        |
| Lord Elphinstone         | 14 janvier 1509  | Lord Alexander Elphinstone, 19e Lord Elphinstone né le 15 avril 1980       | « CAUSE CAUSIT »             |        |
| Lord Torphichen          | 24 janvier 1563  | Lord James Sandilands, 15e Lord Torphichen né le 27 août 1946              | « SPERO MELIORA »            |        |
| Lady Kinloss             | 1235             | Lord Alastair Sutherland, 25e Lord Strathnaver né le 7 janvier 1947        | « SANS PEUR »                |        |
| Lord Colville of Culross | 1235             | Lord Alastair Sutherland, 25e Lord Strathnaver né le 7 janvier 1947        | « SANS PEUR »                |        |
| Lord Balfour of Burleigh | 1235             | Lord Alastair Sutherland, 25e Lord Strathnaver né le 7 janvier 1947        | « SANS PEUR »                |        |
| Lord Dingwall            | 1235             | Lord Alastair Sutherland, 25e Lord Strathnaver né le 7 janvier 1947        | « SANS PEUR »                |        |
| Lord Napier              | 1235             | Lord Alastair Sutherland, 25e Lord Strathnaver né le 7 janvier 1947        | « SANS PEUR »                |        |
| Lord Fairfax of Cameron  | 1235             | Lord Alastair Sutherland, 25e Lord Strathnaver né le 7 janvier 1947        | « SANS PEUR »                |        |
| Lord Reay                | 1235             | Lord Alastair Sutherland, 25e Lord Strathnaver né le 7 janvier 1947        | « SANS PEUR »                |        |
| Lord Forrester           | 22 juillet 1633  | Lord John Grimston, 16e Lord Forrester né le 21 avril 1951                 | « MEDIOCRIA FIRMA »          |        |
| Lord Elibank             | 18 mars 1642     | Lord Robert Erskine-Murray, 15e Lord Elibank né le 10 octobre 1964         | « VIRTUTE FIDEQUE »          |        |
| Lord Belhaven et Stenton | 15 décembre 1647 | Lord Frederick Hamilton, 14e Lord Belhaven et Stenton né le 7 janvier 1947 | « RIDE THROUGH »             |        |
| Lord Rollo de Duncrub    | 10 janvier 1651  | Lord David Rollo, 14e Lord Rollo né le 31 mars 1943                        | « LA FORTUNE PASSE PARTOUT » |        |
| Lord Ruthven de Freeland | 24 mai 1651      | Lord George Howard, 13e Lord Ruthven de Freeland né le 15 février 1949     | « DEEDS SHAW »               |        |
| Lord Nairne              | 27 janvier 1680  | Lord Edward Bigham, 14e Lord Nairne né le 23 mai 1966                      | « VIRTUTE NON VERBIS »       |        |
| Lord Polwarth            | 26 décembre 1690 | Lord Andrew Hepburne-Scott, 11e Lord Polwarth né le 30 novembre 1947       | « FIDES PROBATA CORONAT »    |        |

## Titres éteints
La liste comprend les titres éteints dans la pairie d'Irlande[pas clair], les titres soulignés ne sont pas des titres subsidiaires; elle ne reprend pas les titres dormants, suspendus ou confisqués.
Duc
- Duc d'Albany (1685)
- Duc de Douglas (1761)
- Duc de Kintyre (1602)
- Duc de Lauderdale (1682)
- Duc de Ross (1515)
- Duc de Rothes (1681)

Marquis
- Marquis d'Angus (1761)
- Marquis d'Annandale (1792)
- Marquis de Ballinbreich (1681)
- Marquis de Hamilton (1651)
- Marquis de March (1682)
- Marquis de Wigton (1602)

Comte
- Comte d'Annandale (1792)
- Comte d'Arran (1651)
- Comte d'Atholl (1625)
- Comte de Buchan (1431)
- Comte de Caithness (1454)
- Comte de Carnwath (1941
- Comte de Carrick (1602
- Comte de Deloraine (1807)
- Comte de Dirletoun (1650
- Comte de Dunbarton (1749)
- Comte d'Eberdale (1504)
- Comte de Forfar (1715)
- Comte de Forth (1651)
- Comte de Hartfell (1792)
- Comte de Hyndford (1817)
- Comte d'Ilay (1761)
- Comte d'Irvine (1645)
- Comte de Leslie (1681)
- Comte de Melfort (1902)
- Comte de Moray (1545)
- Comte d'Ormond (1715)
- Comte de Portmore (1835)
- Comte de Ruglen (1810)
- Comte de Solway (1778)
- Comte de Tarras (1693)
- Comte de Teviot (1664)
- Comte de Wigtown (1747)

Vicomte
- Vicomte d'Aboyne (1649)
- Vicomte d'Annand (1792)
- Vicomte de Belhaven (1639)
- Vicomte de Haddington (1626)
- Vicomte de Hermitage (1807)
- Vicomte d'Ilay (1761)
- Vicomte d'Inglisberry et Nemphlar (1817)
- Vicomte d'Inverness (1836)
- Vicomte d'Irvine (1778)
- Vicomte de Jedburgh Forest (1761)
- Vicomte de Lugtoun (1681)
- Vicomte de Melgum (1630)
- Vicomte de Milsington (1835)
- Vicomte de Newburgh (1694)
- Vicomte de Newhaven (1728)
- Vicomte d'Oseburne (1964)
- Vicomte de Preston (1739)
- Vicomte de Primrose (1741)
- Vicomte de Riccartoun (1810)
- Vicomte de Teviot (1711)
- Vicomte de Tibbers (1778)

Lords of Parliament
- Lord Abercrombie (1681)
- Lord Alemoor et Campcastell (1693)
- Lord Aubigny (1672)
- Lord Avandale et Ochiltree (1543)
- Lord Aven (1651)
- Lord Badenoch (1836)
- Lord Bargeny (1736)
- Lord Barrett (1645)
- Lord Bellenden de Broughton (1805)
- Lord Blantyre (1900)
- Lord Bothwell et Hartside (1715)
- Lord Brechin et Navar (1504)
- Lord Burntisland (1682)
- Lord Carmichael (1817)
- Lord Carmichael de Carmichael (1817)
- Lord Cheyne (1728)
- Lord Churchill de Eyemouth (1722)
- Lord Colyear (1835)
- Lord Constable (1718)
- Lord Cramond (1735)
- Lord Cranstoun (1869)
- Lord Dalzell (1941)
- Lord Darnley (1672)
- Lord Dingwall (1600)
- Lord Douglas de Bonkill (1761)
- Lord Douglas d'Ettrick (1749)
- Lord Douglas de Lockerby (1778)
- Lord Drummond de Gillestoun (1902)
- Lord Duffus (1875)
- Lord Dunbar (1586)
- Lord Eythin (1652)
- Lord Fleming (1747)
- Lord Fleming et Cumbernauld (1747)
- Lord Fraser (1716)
- Lord Glasford (1703)
- Lord Goldielands (1807)
- Lord Graham d'Eske (1739)
- Lord Hillhouse (1810)
- Lord Ingram (S, 1661 - 1778)
- Lord Innermeath (1625)
- Lord Innerwick (1650)
- Lord Johnstone de Lochwood (1792)
- Lord Kingston et Elbottle (1650)
- Lord Kinnaird (1997)
- Lord Kirkcudbright (1832)
- Lord Livingstone de Peebles (1711)
- Lord Lundie (1645)
- Lord Methven (1580)
- Lord Murray de Lochmaben (1658)
- Lord Murray de Tynningham (1658)
- Lord Newark (1694)
- Lord Ochiltree (1675)
- Lord Oliphant (1748)
- Lord Oransay (1761)
- Lord Pittenweem (1625)
- Lord Portmore et Blackness (1835)
- Lord Primrose et Castlefield (1741)
- Lord Ramsay de Barns (1626)
- Lord Ross de Halkhead (1754)
- Lord Ruthven de Ettrick (1651)
- Lord Spynie (1671)
- Lord Thirlestane (1682)
- Lord Wandell et Hartside (1715)